# Advanced Affordable Turbine Engine

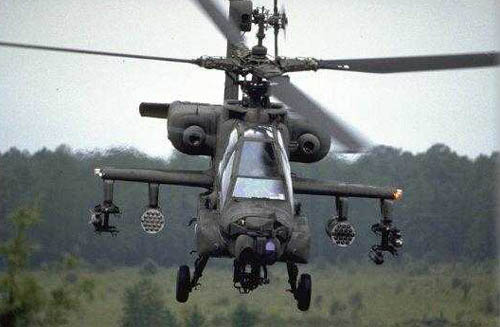
Le projet AATE vise à fournir un remplaçant potentiel aux moteurs de l'AH-64 Apache et du Blackhawk.

L’Advanced Affordable Turbine Engine (AATE), que l'on pourrait traduire par « Turbomoteur avancé abordable », est un projet de l’US Army pour le développement d'un moteur avancé utilisable sur de nombreux hélicoptères.

## Historique du programme
L'AATE est un projet de la direction des technologies appliquées à l'aviation (en) (AATD) de l’US Army, et est destiné à valider les technologies nécessaires pour atteindre les objectifs de performance d'un autre programme de l’US Army, plus avancé, l'Improved Turbine Engine Program (ITEP). Le programme AATE est lui-même sous le giron de la recherche et du développement d'un autre programme, le Versatile Affordable Advanced Turbine Engines (VAATE).
Alors que le nouveau moteur, d'une puissance de 3 000 eshp, est en cours de développement pour produire une augmentation de 50 % de puissance, le programme vise aussi à améliorer sa consommation spécifique de carburant de 25 %, et sa durée de vie de 20 %. Le programme a commencé en 2006.
En juillet 2009, l'armée de terre américaine a publié une demande d'information signalant un nouveau programme, l'ITEP. Cette demande est le premier pas dans le développement d'un moteur qui emploiera les avancées et les recherches débutées par le programme AATE. Le moteur développé pour le programme ITEP devrait être un remplaçant direct du General Electric T700 qui équipe actuellement les AH-64 Apache et UH-60 Black Hawk. Le programme vise à réaliser les objectifs fixés par le programme AATE, en y ajoutant des objectifs spécifiques, comme l'amélioration de la capacité de levage des AH-64 et UH-60 dans les climats chauds et à haute altitude, et l'augmentation de leur rayon d'action d'environ 500 km.
Les deux compagnies GE Aviation et l'ATEC (en) travaillent à concevoir des moteurs pour ce programme, respectivement les GE3000 et HPW3000. La compagnie ATEC est une entreprise conjointe à 50/50 entre Honeywell Aerospace et la division des moteurs militaires de Pratt & Whitney, créée en 2007. Arrivant à la fin de leur étape de recherche et développement, les deux compétiteurs étaient sur le point de mener une série d'essais de performances et de durabilité pendant l'année 2012.
L'ATEC a effectué un test complet du cœur de son moteur (la partie haute-pression seulement) HPW3000 à la mi-2011, et a effectué les tests complets de son générateur de gaz (comprenant les corps haute et basse-pression) en janvier 2012. Il a été rapporté que le HPW3000 serait un turbomoteur à double corps qui pourrait être démarré avec ou sans groupe auxiliaire de démarrage (APU). Le GE3000 serait également capable de démarrer sans l'aide d'une APU.
L'AATE, et le programme rattaché ITEP, visent non-seulement à fournir un remplaçant aux moteurs de l'Apache et du Black Hawk, mais également à servir de base de développement pour le futur appareil de combat commun de l'armée américaine, pour l'instant désigné Joint Multi-Role (JMR) program. Toutefois, en 2011, selon le journal Flight Global, on pouvait noter que les deux compétiteurs faisaient face à un sévère manque de fonds pour la mise au point de leurs moteurs, les sommes attribuées ne permettant alors le financement que d'un seul des deux projets.